# Instituto de Ciências da Saúde da Universidade Federal da Bahia
O Instituto de Ciências da Bahia da Universidade Federal da Bahia (ICS) foi criado em 8 de fevereiro de 1968. O objetivo da criação do ICS foi o de congregar as ciências básicas da área biomédica. Atualmente o ICS conta com cinco departamentos (Biomorfologia, Biointeração, Biorregulação, Biofunção e Fonoaudiologia) e atende aos cursos da área biomédica nas suas disciplinas básicas, além de sediar os cursos de graduação em Fonoaudiologia, Biotecnologia e Fisioterapia. Além do ensino de graduação, existem atualmente no ICS quatro cursos de pós-graduação: o Programa de Pós-graduação em Imunologia, o Programa de Pós-graduação em Processos Interativos dos Órgãos e Sistemas, os Programas de Pós-graduação em Biotecnologia (mestrado e Doutorado) e o doutorado da Rede Nordeste em Biotecnologia RENORBIO. O ICS conta com diversas linhas de pesquisa e programas de extensão de caráter permanente.
O Instituto de Ciências da Saúde tem um perfil multidisciplinar e abrangente, promovendo desta forma a interação entre as áreas básicas e aplicadas das ciências biomédicas, em um ambiente acadêmico onde o ensino de graduação e o de pós-graduação se articulam com a pesquisa e a extensão universitária em um clima de harmonia e respeito.
No térreo do ICS funciona o Laboratório de Imunologia (LABIMUNO), responsável por exames laboratoriais à população por meio do Sistema Único de Saúde (SUS). O LABIMUNO é o único serviço de Imunofenotipagem para diagnóstico de leucemia e linfoma do estado da Bahia e também a quantificação de células-tronco hematopoéticas para o transplante de medula óssea. 